# USS Bridget (DE-1024)
El USS Bridget (DE-1024) fue un destructor de escolta clase Dealey de la Armada de los Estados Unidos.

## Historia
Fue botado el 25 de abril de 1956 por el Puget Sound Bridge and Dredging Co. de Seattle, siendo su madrina Francis J. Bridget, esposa del capitán Francis Joseph Bridget, quien falleció en 1944 siendo prisionero de guerra de los japoneses. El buque entró en servicio el 24 de octubre de 1957, al mando del teniente comandante J. B. Haines.
Tenía un desplazamiento de 1877 t a plena carga, 96 m de eslora total, 11,2 m de manga y 3,6 m de calado. Estaba propulsado por una turbina de engranajes y dos calderas, pudiendo alcanzar los 27 nudos de velocidad. Su armamento eran cuatro cañones de calibre 76 mm y un sistema antisubmarino RUR-4 Weapon Alpha.
Fue retirado el 12 de noviembre de 1973 y luego vendido para desguace el 1 de septiembre de 1974.